# 포켓몬스터 스페셜
《포켓몬스터 스페셜》(ポケットモンスタ-SPECIAL 포켓토몬스타 스페샤루[*])은 게임 소프트웨어 《포켓몬스터》를 소재로 한 일본의 만화이다. 구사카 히데노리(日下 秀憲)가 스토리를 담당하였고 그림은 1~9권까지 마토(真斗), 10권부터는 야마모토 사토시(山本 サトシ)가 담당하고 있다.
일본에서는 1997년 4월부터 《쇼가쿠칸 학습 잡지》에서 연재를 시작하였다. 대한민국에서는 《포켓몬스터 스페셜》이라는 제목으로 1999년 8월 31일 정식 발매되었다. 미국, 캐나다 등 북아메리카에서는 《Pokémon Adventures》라는 제목으로 발매되었다.

## 스토리

### 제1장
단행본을 기준으로 1~3권에 해당하는 내용이다. 포켓몬스터 레드·그린·블루 버전을 모티브로 하였다.
주인공은 레드, 그린, 블루.
관동 지방의 작은 마을 태초마을에서부터 시작되는 스토리다. 이 마을에는 슈륙챙이를 가진 포켓몬 트레이너 레드가 있었다.
그러던 어느 날 레드는 마을 근처에서 무언가를 수색중인 검은 색 복장의 남자들(로켓단 조무래기)과 마주치게 된다. 그들로부터 '환상의 포켓몬이 서쪽 숲에 있다'라는 정보를 입수하게 된 레드는 혼자서 서쪽 숲으로 향한다. 레드가 그곳에서 본 것은 자신과 비슷한 또래 소년인 그린이 빛나는 수수께끼의 포켓몬과 전투 중인 모습이었다. 레드는 슈륙챙이로 전투에 참가하지만 그 수수께끼의 포켓몬의 일격을 받고 쓰러진다.
낙심한 레드는 지금보다 강해지기 위한 방법을 알기 위하여 처음으로 오박사의 연구소로 향한다. 그 뒤 오박사에게 이상해씨와 포켓몬 도감을 받고 최고의 포켓몬 트레이너가 되기 위한 여행을 떠난다.

### 제2장
단행본을 기준으로 4~7권에 해당하는 내용이다. 제 1장의 속편 격이며, 흔히 옐로 편이라 불린다.
주인공은 옐로. 본명은 옐로·상록·그로브.
'실프주식회사에서의 전투'에서부터 2년이라는 세월이 흘렀다. 레드는 리그 우승자의 자격으로서 도전자의 도전을 받아주고 있었고, 그린과 블루도 제각기 목표를 이루기 위해 태초 마을을 떠난 상태였다. 어느 날 새로운 도전장을 받게 된 레드는 태초마을을 뒤로 하고 도전을 받아주기 위해 북쪽의 어느 마을로 떠났다.
레드의 소식이 전해진 것은 그로부터 1개월 후. 오박사의 연구소에 만신창이가 된 레드의 피카츄가 홀로 도착했다. 심상치 않은 분위기를 느낀 오박사의 앞에 두두를 타고 밀짚모자를 쓴 소년(정확히 말하자면 소녀가 남장을 한 것이다.)이나타났다.
처음에는 레드와 아는 사람이라고 말하는 소년에게 의심을 느낀 오박사였지만, 포켓몬을 소중히 다루고 주인이 아닌데도 소년을 잘 따르는 피카츄의 모습을 보며 그를 믿게 되었다. 그 뒤 오박사는 그에게 실종된 레드를 찾아 줄 것을 부탁하며 레드의 도감을 건네주었다.
이렇게 해서 밀짚모자 소년 옐로는 레드를 찾아서 구출하기 위해 여행을 떠난다.

### 제3장
단행본을 기준으로 8~15권 전반부에 해당하는 내용이다. 포켓몬스터 금·은·크리스탈 버전을 모티브로 하였다.
주인공은 골드·실버(은동이)·크리스탈.
관동 지방의 '사천왕 사건'으로부터 1년 후. 무대는 관동의 서쪽 지방인 성도 지방으로 이동한다. 연두마을에 사는 소년 골드의 집은 포켓몬이 많기로 유명해서 마을 인근에서는 포켓몬 저택, 포켓몬 부자네 집의 아들이라고 불릴 정도로 유명하다. 어느날 밤 집 밖에 있는 수상한 그림자를 발견한 골드는 밖에 나와서 따지지만 곧 그것이 오해임을 알게 되고 니로우에게 가방을 빼앗긴 고로라는 소년을 도와준다. 고로가 오박사의 심부름을 받고 공박사에게 가고 있다는 것을 알게 된 골드. 골드는 오박사와 함께 라디오를 진행하는 호두의 싸인을 받기 위해 고로와 동행하기로 한다.
그러던 도중, 포켓몬이 잔뜩 들어있는 골드의 가방을 도난당하게 되는데, 범인의 다음 행선지가 공박사의 연구소일 것이라고 예상한 골드는 곧바로 공박사의 연구소로 향한다. 그런데 연구소에 도착해서 만난 것은 빨간 머리를 한 수수께끼의 소년. 그 소년의 목적은 공박사의 연구소에서 3마리의 포켓몬 중 리아코를 훔쳐 달아나는 것이었다. 골드는 리아코와 자신의 가방을 되찾기 위해 3마리 중 하나인 브케인과 함께 소년을 상대로 싸우지만 결국 그 소년은 도망치고 만다. 골드는 이 사건을 경찰에 맡겨두지 않고 스스로 그 소년을 잡기로 결심한다.
그날 밤, 골드는 오박사와 만나게 되었다. 그러나 그 빨간 머리 소년이 성도에 있는 오박사의 연구소에서 포켓몬 도감까지 훔친 것을 알게 된 골드는, 그 소년에 대항하기 위해 자신에게도 도감을 달라고 부탁한다. 오박사는 처음에 그것을 거절했지만, 골드의 열의를 보고 난 뒤에는 결국 그에게 도감을 건네주었다. 오박사가 경찰에 신고하러 가다가 우연히 발견해서 가방도 되찾게 된 골드는, 가방의 포켓몬들을 고로에게 부탁해서 집에 맡기고 '폭돌이'라는 별명을 붙인 브케인과 함께 빨간 머리 소년 실버(은동이)를 만나기 위한 모험을 떠나게 된다.

### 제4장
단행본을 기준으로 15권 후반부~22권 전반부에 해당하는 내용. 포켓몬스터 루비·사파이어를 모티브로 한 스토리.
주인공은 루비·사파이어.
'가면의 남자' 사건으로부터 1년 반 정도의 시간이 지난 후, 성도 지방에서 호연 지방으로 한 명의 소년이 이사왔다. 그의 이름은 루비. 포켓몬의 아름다움을 추구하며 여러 콘테스트에 참가하는 것을 좋아하는 소년이다. 그에 반해 체육관 관장인 아버지 종길은 오직 힘만을 추구하고 배틀 광으로 불린다. 배틀을 싫어하는 루비는 그런 아버지에게 반감을 가지고, 아버지에게 인정받을 수 있는 방법은 자신의 힘으로 호연의 모든 콘테스트에서 우승하는 것 밖에 없다고 판단한다.
그렇게 결심한 루비는 이사 온 바로 그 날 가출했다. 그러나 우연한 계기로 아버지의 친구 털보 박사의 딸인 사파이어와 어떤 숲의 동굴에서 만나게 되었다. 그러나 그녀 또한 아버지인 종길과 마찬가지로 포켓몬의 힘을 추구하며 콘테스트를 무시하는 태도를 보인다. 서로가 상극이라는 것을 알게 된 루비와 사파이어. 말싸움의 결과, '80일 안에 루비는 콘테스트를, 사파이어는 체육관을 제패'라는 내기를 하게 되었다.
서로의 목적을 갖고 여행을 떠나게 되는 두 명은 여행 도중 2개의 조직간의 싸움에 휘말리게 되었다. 그 조직의 이름은 마그마단과 아쿠아단. 각각 대지, 바다를 넓힐 목적으로 호연 지방 전설의 초고대 포켓몬 그란돈, 가이오가를 노리고 있었다.
루비와 사파이어는 서로의 목표에 도전하는 한편, 그들 조직의 야망을 저지하기 위해 움직이게 되는데...

### 제5장
단행본을 기준으로 22권 후반부~26권 전반부에 해당하는 내용. 포켓몬스터 적·녹버전을 리메이크한 파이어레드·리프그린의 1~7섬을 모티브로 한 내용이다. 처음으로 새로운 주인공이 등장하지 않는 편이다.
주인공은 제1장과 마찬가지로 레드·그린·블루.
호연 지방에서 일어난 그란돈과 가이오가의 격돌에서 반년 후. 16세가 된 레드와 그린은 오박사의 호출을 받아서 태초마을의 연구소에 방문하게 되었다.
그러나 연구소에 오박사는 없었고 책상 위에는 편지와 보이스체커가 3개(블루의 것까지 포함해서) 놓여있었다. 음성을 들어보니 '포켓몬 도감을 회수한다'라는 내용이었다. 그 뒤 누군가가 연구소를 습격하고, 무언가 수상하다고 느낀 레드와 그린은 편지에 쓰인 대로 갈색시티의 항구로 향한다.
그 무렵, 갈색시티의 항구에서 배를 기다리고 있는 소녀가 한 명 있었다. 그녀의 이름은 블루. 가면의 남자에 의해 거대한 새에게 납치당한 뒤 오랫동안 헤어져서 지냈던 부모님을 만나러 가는 길이었다. 곧 배가 도착하고 3명은 배에 탑승한다. 그러던 중 블루는 배 안에서 무언가 수상한 기색을 느끼고, 배 안에 보이지 않는 적이 있다는 사실을 눈치챈다. 실프스코프를 장착하고 적의 정체를 확인하는 블루. 그러나 그녀의 눈에 비친 것은 정체불명의 괴물.
이윽고 그들이 탑승한 배는 목적지인 1섬에 도착하게 되었다. 그러나 블루는 움직일 수도 없고 목소리도 낼 수 없는 상태였다. 그 때, 블루를 발견한 부모님이 다가오고 블루는 오면 안된다고 소리치지만 전혀 들리지 않았다. 결국 블루의 부모님은 정체 모를 어둠에 빨려들어가게 되고, 그 충격으로 블루는 의식을 잃었다.
그것을 발견하고 달려온 레드와 그린. 그러나 그 정체불명의 존재는 이미 사라진 뒤였다. 그것이 로켓단의 소행임을 알게 된 그들은 블루의 부모님, 그리고 사라진 오박사를 구하기 위해 로켓단과 싸우게 되는데...

### 제6장
단행본을 기준으로 26권 후반부~29권에 해당하는 내용. 포켓몬스터 에메랄드를 모티브로 한 내용이며, 배경은 호연 지방의 배틀 프론티어이다.
주인공은 에메랄드.
제 5장으로부터 약 3개월이 지난 후. 배틀 프론티어의 개막을 앞두고 있을 때. 라티오스, 라티아스와 함께 한 명의 소년이 도착한다. 이름은 에메랄드. 자신은 포켓몬이 아니라 '포켓몬 배틀'을 좋아하는 소년이라고 말했다. 배틀 프론티어를 정복하러 왔다며 소란스럽게 구는 에메랄드의 행동 때문에 프론티어 브레인들에게 제지당하기도 했지만, 언론에서는 그것을 행사의 일부라고 받아들인다. 혼동을 피하기 위해 브레인들은 에메랄드에게 언론에 시설을 공개하는 기간(7월 1일 ~ 7월 7일)동안 배틀 프론티어에 도전하는 것을 허가하게 되고 이렇게 에메랄드의 배틀 프런티어 도전이 시작되었다.
한편, 소원을 이루어 준다는 환상의 포켓몬 지라치가 배틀 프런티어가 있는 장소에서 1,000년만에 잠에서 깨어난다는 것을 알고 지라치를 손에 넣으려는 마수가 소리없이 다가오고 있었다.

### 제7장
단행본을 기준으로 30권~38권 중반부에 해당하는 내용. 포켓몬스터DP 디아루가·펄기아를 모티브로 한 스토리.
주인공은 다이아몬드·펄 그리고 플라티나. (34권 초반까지는 본명이 밝혀지지 않아서 '아가씨'라고 불렸다.)
이야기의 배경은 신오 지방. 지역의 명가 베를리츠 가문의 딸인 플라티나가 여행을 떠날 준비를 하고 있었다. 베를리츠 가문을 잇는 사람은 '가문의 문양을 새긴 액세서리를 만들기 위한 재료를 천관산 꼭대기까지 가서 직접 찾아와야 한다'라는 전통이 있다. 하지만 특별히 연령의 제한은 없었고, 그녀의 아버지 또한 자신의 딸에게 어린 나이에 위험한 일을 시키고 싶지 않았다. 그러나 플라티나가 고집을 부려서 결국 2명의 프로 보디가드를 붙이는 조건으로 허락하였다.
그 무렵, 축복시티에서는 최고의 개그맨을 목표로 하는 다이아몬드・펄 콤비가 코미디 대회에 출전했다. 같은 시기, 마박사와 그의 조수인 플라티나의 아버지는 보디가드에게 플라티나를 호위하기 위한 임무가 적힌 '의뢰 용지'를 가지고 가다가 반대편에서 달려오던 다이아몬드, 펄과 충돌하게 되었다. 대회에서 특별상을 받게 되었다는 소식을 듣고 뛰어가다 충돌하게 되었는데, 그 과정에서 '의뢰 용지'와 다이아몬드, 펄이 받은 '여행 티켓'이 뒤바뀌게 되었다.
그 후, 특별상의 내용을 확인한 그들은 여행의 임무, 목적지, 만나는 장소, 보수 등이 적힌 종이를 보고 의아하게 생각하나, 이유도 모른 채 그 장소에 도착하고 거기서 보디가드를 기다리고 있던 플라티나와 만나게 되었다. 다이아몬드와 펄은 그녀를 '여행 가이드'라고 생각하고, 플라티나는 그들 2명을 '또래의 여행으로 위장을 하기 위한 보디가드'라고 착각하게 되지만 서로 어떻게든 납득하게 되어 그대로 여행을 떠나게 된다.
그렇게 서로의 착각 속에 다이아몬드, 펄, 플라티나의 천관산 정상을 목표로 한 여행이 시작되었다. 물론 이 당시의 3명은 이 여행의 끝에 새로운 우주 창조를 목적으로 한 어떤 조직의 음모와 맞서 싸우게 될 것이라고는 전혀 예상하지 못했다.

### 제8장
단행본을 기준으로 38권 중반부~40권에 해당되는 내용. 포켓몬스터Pt 기라티나를 모티브로 한 스토리다.
주인공은 플라티나.
새로운 장으로 넘어가면 주인공이 바뀌던 이전 스토리와 달리, 제 7장에서 등장한 플라티나가 주인공으로 나온다.
창기둥의 전투에서 2주가 지난 후. 원래 플라티나의 보디가드가 되어 여행을 떠날 예정이었다가 도중에 실종된 우디, 파커의 행방을 추적하기 위해 '부서진 세계'에 대해 조사하게 되는 플라티나. 조사를 위해 신오 지방의 배틀 프런티어에 도전하고 각 시설의 브레인들로부터 부서진 세계의 정보를 얻으려고 한다. 동시에 국제 경찰과 협력해서 아직 잠복 중인 갤럭시단의 잔당 추적에도 협력하게 된다.

### 제9장
단행본을 기준으로 41권~43권중반부에 해당되는내용.포켓몬스터 하트 골드·소울 실버를 모티브로 한 스토리.
주인공은 제3장과 마찬가지로 골드·실버(은동이)·크리스탈.
이번엔 하트 골드·소울 실버 버전을 모티브로 한 스토리로. 창조의 신 아르세우스를 둘러싼 로켓단과의 싸움이 중심이다.

### 제10장
단행본을 기준으로 43권 전반부~51권에 해당하는 내용포켓몬스터 블랙·화이트를 모티브로 한 스토리.
주인공은 블랙・화이트'
나는 챔피언이 될거다! 라며 어릴적부터 꿈을 키워나간 블랙이 마름꽃마을에서 여행을 시작한다. 블랙의 소꿉친구인 체렌과 벨도 도감소유자로서 여행을 떠나게 된다. 블랙은 여행 도중 뚜꾸리를 필요로 하는 앤터테인먼트의 사장인 화이트를 만나게 된다. 그리고 화이트와 동행하게 된다. 한편, 포켓몬은 친구라고 말하며, 몬스터볼을 증오하는 듯한 의문의 사내 N. N은 화이트의 뚜꾸리가 싸우고 싶어 하는 것 같다 라며 자신의 샤비를 대신해 뚜꾸리를 본인이 데려간다. 진실과 이상을 맞부딫히며 싸우는 이야기. 블랙은 도중 화이트 스톤에 봉인되게 되는데..

### 제11장
단행본을 기준으로 52권~55권중반부에 해당되는내용. 포켓몬스터 블랙2·화이트2를 모티브로 한 스토리.

### 제12장
'단행본을 기준으로 55권 후반부시작되는 내용이다. 포켓몬스터 X·Y'를 모티브로 한 스토리.

### 제13장
포켓몬스터 오메가루비·알파사파이어를 모티브로 한 스토리.

### 제14장
포켓몬스터 썬·문를 모티브로 한 스토리.
돈을 밝히는 썬과, 약사인 문이 알로라에서 사건을 해결하며 벌어지는 이야기이다.

### 제15장
포켓몬스터 소드·실드를 모티브로 한 스토리.

## 등장 인물

### 관동지방
- 레드
- 그린
- 블루
- 옐로

### 성도지방
- 골드
- 실버
- 크리스탈

### 호연지방
- 루비
- 사파이어
- 에메랄드

### 신오지방
- 다이아몬드
- 펄
- 플라티나

### 하나지방
- 블랙
- 화이트
- 랙츠
- 화이츠

### 칼로스지방
- 엑스
- 와이

### 알로라지방
- 썬
- 문

### 가라르지방
- 츠루기 소드
- 타테 실드말리아

### 기타
- 체육관 관장
- 사천왕
- 악의 조직

## 단행본 목록
| 도서명               | 판본     | 발행일           | ISBN                   |
| -------------------- | -------- | ---------------- | ---------------------- |
| 포켓몬스터 스페셜 1  | 일본어판 | 1997년 8월 8일   | ISBN 978-4-09-149331-6 |
| 포켓몬스터 스페셜 1  | 한국어판 | 1999년 8월 31일  | ISBN 978-89-252-3020-7 |
| 포켓몬스터 스페셜 2  | 일본어판 | 1997년 12월 16일 | ISBN 978-4-09-149332-3 |
| 포켓몬스터 스페셜 2  | 한국어판 | 1999년 8월 31일  | ISBN 978-89-252-3432-8 |
| 포켓몬스터 스페셜 3  | 일본어판 | 1998년 5월 28일  | ISBN 978-4-09-149333-0 |
| 포켓몬스터 스페셜 3  | 한국어판 | 1999년 8월 31일  | ISBN 978-89-252-3433-5 |
| 포켓몬스터 스페셜 4  | 일본어판 | 1998년 12월 16일 | ISBN 978-4-09-149334-7 |
| 포켓몬스터 스페셜 4  | 한국어판 | 1999년 8월 31일  | ISBN 978-89-252-3032-0 |
| 포켓몬스터 스페셜 5  | 일본어판 | 1999년 4월 26일  | ISBN 978-4-09-149335-4 |
| 포켓몬스터 스페셜 5  | 한국어판 | 1999년 8월 31일  | ISBN 978-89-252-2685-9 |
| 포켓몬스터 스페셜 6  | 일본어판 | 1999년 11월 26일 | ISBN 978-4-09-149336-1 |
| 포켓몬스터 스페셜 6  | 한국어판 | 2000년 1월 20일  | ISBN 978-89-252-3752-7 |
| 포켓몬스터 스페셜 7  | 일본어판 | 2000년 4월 26일  | ISBN 978-4-09-149337-8 |
| 포켓몬스터 스페셜 7  | 한국어판 | 2000년 10월 31일 | ISBN 978-89-252-3033-7 |
| 포켓몬스터 스페셜 8  | 일본어판 | 2001년 8월 8일   | ISBN 978-4-09-149338-5 |
| 포켓몬스터 스페셜 8  | 한국어판 | 2002년 1월 31일  | ISBN 978-89-252-3485-4 |
| 포켓몬스터 스페셜 9  | 일본어판 | 2001년 8월 8일   | ISBN 978-4-09-149339-2 |
| 포켓몬스터 스페셜 9  | 한국어판 | 2002년 1월 31일  | ISBN 978-89-252-3153-2 |
| 포켓몬스터 스페셜 10 | 일본어판 | 2001년 8월 8일   | ISBN 978-4-09-149340-8 |
| 포켓몬스터 스페셜 10 | 한국어판 | 2002년 2월 28일  | ISBN 978-89-252-3429-8 |
| 포켓몬스터 스페셜 11 | 일본어판 | 2001년 12월 25일 | ISBN 978-4-09-149711-6 |
| 포켓몬스터 스페셜 11 | 한국어판 | 2002년 10월 31일 | ISBN 978-89-252-3430-4 |
| 포켓몬스터 스페셜 12 | 일본어판 | 2002년 4월 26일  | ISBN 978-4-09-149712-3 |
| 포켓몬스터 스페셜 12 | 한국어판 | 2002년 11월 30일 | ISBN 978-89-252-3739-8 |
| 포켓몬스터 스페셜 13 | 일본어판 | 2002년 8월 8일   | ISBN 978-4-09-149713-0 |
| 포켓몬스터 스페셜 13 | 한국어판 | 2003년 3월 22일  | ISBN 978-89-252-4708-3 |
| 포켓몬스터 스페셜 14 | 일본어판 | 2003년 1월 28일  | ISBN 978-4-09-149714-7 |
| 포켓몬스터 스페셜 14 | 한국어판 | 2003년 6월 15일  | ISBN 978-89-252-4571-3 |
| 포켓몬스터 스페셜 15 | 일본어판 | 2003년 7월 28일  | ISBN 978-4-09-149715-4 |
| 포켓몬스터 스페셜 15 | 한국어판 | 2003년 12월 25일 | ISBN 978-89-252-3460-1 |
| 포켓몬스터 스페셜 16 | 일본어판 | 2003년 10월 28일 | ISBN 978-4-09-149716-1 |
| 포켓몬스터 스페셜 16 | 한국어판 | 2004년 4월 15일  | ISBN 978-89-252-3461-8 |
| 포켓몬스터 스페셜 17 | 일본어판 | 2004년 2월 28일  | ISBN 978-4-09-149717-8 |
| 포켓몬스터 스페셜 17 | 한국어판 | 2004년 7월 15일  | ISBN 978-89-252-3740-4 |
| 포켓몬스터 스페셜 18 | 일본어판 | 2004년 6월 19일  | ISBN 978-4-09-149718-5 |
| 포켓몬스터 스페셜 18 | 한국어판 | 2004년 10월 15일 | ISBN 978-89-252-3462-5 |
| 포켓몬스터 스페셜 19 | 일본어판 | 2004년 10월 28일 | ISBN 978-4-09-149719-2 |
| 포켓몬스터 스페셜 19 | 한국어판 | 2005년 3월 15일  | ISBN 978-89-252-3741-1 |
| 포켓몬스터 스페셜 20 | 일본어판 | 2005년 4월 26일  | ISBN 978-4-09-149720-8 |
| 포켓몬스터 스페셜 20 | 한국어판 | 2005년 9월 15일  | ISBN 978-89-252-3463-2 |
| 포켓몬스터 스페셜 21 | 일본어판 | 2005년 12월 24일 | ISBN 978-4-09-140096-3 |
| 포켓몬스터 스페셜 21 | 한국어판 | 2006년 4월 15일  | ISBN 978-89-252-3431-1 |
| 포켓몬스터 스페셜 22 | 일본어판 | 2006년 8월 28일  | ISBN 978-4-09-140228-8 |
| 포켓몬스터 스페셜 22 | 한국어판 | 2006년 12월 15일 | ISBN 978-89-252-3464-9 |
| 포켓몬스터 스페셜 23 | 일본어판 | 2006년 10월 27일 | ISBN 978-4-09-140254-7 |
| 포켓몬스터 스페셜 23 | 한국어판 | 2007년 6월 15일  | ISBN 978-89-252-4460-0 |
| 포켓몬스터 스페셜 24 | 일본어판 | 2007년 1월 26일  | ISBN 978-4-09-140318-6 |
| 포켓몬스터 스페셜 24 | 한국어판 | 2007년 9월 15일  | ISBN 978-89-252-3486-1 |
| 포켓몬스터 스페셜 25 | 일본어판 | 2007년 3월 28일  | ISBN 978-4-09-140329-2 |
| 포켓몬스터 스페셜 25 | 한국어판 | 2007년 11월 15일 | ISBN 978-89-252-5971-0 |
| 포켓몬스터 스페셜 26 | 일본어판 | 2007년 6월 23일  | ISBN 978-4-09-140366-7 |
| 포켓몬스터 스페셜 26 | 한국어판 | 2008년 2월 15일  | ISBN 978-89-252-2244-8 |
| 포켓몬스터 스페셜 27 | 일본어판 | 2007년 8월 28일  | ISBN 978-4-09-140398-8 |
| 포켓몬스터 스페셜 27 | 한국어판 | 2008년 4월 15일  | ISBN 978-89-252-2438-1 |
| 포켓몬스터 스페셜 28 | 일본어판 | 2007년 12월 25일 | ISBN 978-4-09-140456-5 |
| 포켓몬스터 스페셜 28 | 한국어판 | 2008년 8월 15일  | ISBN 978-89-252-3073-3 |
| 포켓몬스터 스페셜 29 | 일본어판 | 2008년 11월 27일 | ISBN 978-4-09-140743-6 |
| 포켓몬스터 스페셜 29 | 한국어판 | 2009년 2월 15일  | ISBN 978-89-252-3949-1 |
| 포켓몬스터 스페셜 30 | 일본어판 | 2008년 12월 25일 | ISBN 978-4-09-140770-2 |
| 포켓몬스터 스페셜 30 | 한국어판 | 2009년 5월 15일  | ISBN 978-89-252-4334-4 |
| 포켓몬스터 스페셜 31 | 일본어판 | 2009년 3월 27일  | ISBN 978-4-09-140799-3 |
| 포켓몬스터 스페셜 31 | 한국어판 | 2009년 9월 15일  | ISBN 978-89-252-4903-2 |
| 포켓몬스터 스페셜 32 | 일본어판 | 2009년 6월 20일  | ISBN 978-4-09-140839-6 |
| 포켓몬스터 스페셜 32 | 한국어판 | 2009년 11월 15일 | ISBN 978-89-252-5182-0 |
| 포켓몬스터 스페셜 33 | 일본어판 | 2009년 10월 28일 | ISBN 978-4-09-140868-6 |
| 포켓몬스터 스페셜 33 | 한국어판 | 2010년 4월 15일  | ISBN 978-89-252-5934-5 |
| 포켓몬스터 스페셜 34 | 일본어판 | 2010년 2월 26일  | ISBN 978-4-09-140887-7 |
| 포켓몬스터 스페셜 34 | 한국어판 | 2010년 7월 15일  | ISBN 978-89-252-6361-8 |
| 포켓몬스터 스페셜 35 | 일본어판 | 2010년 5월 28일  | ISBN 978-4-09-141057-3 |
| 포켓몬스터 스페셜 35 | 한국어판 | 2010년 9월 15일  | ISBN 978-89-252-6633-6 |
| 포켓몬스터 스페셜 36 | 일본어판 | 2010년 8월 27일  | ISBN 978-4-09-141118-1 |
| 포켓몬스터 스페셜 36 | 한국어판 | 2010년 12월 15일 | ISBN 978-89-252-7048-7 |
| 포켓몬스터 스페셜 37 | 일본어판 | 2010년 11월 26일 | ISBN 978-4-09-141207-2 |
| 포켓몬스터 스페셜 37 | 한국어판 | 2011년 5월 13일  | ISBN 978-89-252-7824-7 |
| 포켓몬스터 스페셜 38 | 일본어판 | 2011년 2월 28일  | ISBN 978-4-09-141208-9 |
| 포켓몬스터 스페셜 38 | 한국어판 | 2011년 7월 19일  | ISBN 978-89-252-8155-1 |
| 포켓몬스터 스페셜 39 | 일본어판 | 2011년 7월 28일  | ISBN 978-4-09-141314-7 |
| 포켓몬스터 스페셜 39 | 한국어판 | 2011년 11월 15일 | ISBN 978-89-252-8892-5 |
| 포켓몬스터 스페셜 40 | 일본어판 | 2012년 5월 28일  | ISBN 978-4-09-141468-7 |
| 포켓몬스터 스페셜 40 | 한국어판 | 2012년 10월 2일  |                        |
| 포켓몬스터 스페셜 41 | 일본어판 | 2012년 6월 28일  | ISBN 978-4-09-141497-7 |
| 포켓몬스터 스페셜 41 | 한국어판 | 2013년 3월 15일  |                        |
| 포켓몬스터 스페셜 42 | 일본어판 | 2012년 10월 26일 | ISBN 978-4-09-141537-0 |
| 포켓몬스터 스페셜 42 | 한국어판 | 2013년 4월 30일  |                        |
| 포켓몬스터 스페셜 43 | 일본어판 | 2013년 1월 25일  | ISBN 978-4-09-141583-7 |
| 포켓몬스터 스페셜 43 | 한국어판 | 2013년 7월 30일  |                        |
| 포켓몬스터 스페셜 44 | 일본어판 | 2013년 3월 28일  | ISBN 978-4-09-141644-5 |
| 포켓몬스터 스페셜 44 | 한국어판 | 2013년 10월 23일 |                        |
| 포켓몬스터 스페셜 45 | 일본어판 | 2013년 6월 28일  | ISBN 978-4-09-141684-1 |
| 포켓몬스터 스페셜 45 | 한국어판 | 2013년 12월 23일 |                        |
| 포켓몬스터 스페셜 46 | 일본어판 | 2013년 7월 26일  | ISBN 978-4-09-141688-9 |
| 포켓몬스터 스페셜 46 | 한국어판 | 2014년 3월 30일  |                        |
| 포켓몬스터 스페셜 47 | 일본어판 | 2013년 8월 24일  | ISBN 978-4-09-141587-5 |
| 포켓몬스터 스페셜 47 | 한국어판 | 2014년 11월 30일 |                        |
| 포켓몬스터 스페셜 48 | 일본어판 | 2013년 11월 28일 | ISBN 978-4-09-141625-4 |
| 포켓몬스터 스페셜 48 | 한국어판 | 2014년 12월 26일 |                        |
| 포켓몬스터 스페셜 49 | 일본어판 | 2014년 1월 25일  | ISBN 978-4-09-141699-5 |
| 포켓몬스터 스페셜 49 | 한국어판 | 2015년 4월 30일  |                        |
| 포켓몬스터 스페셜 50 | 일본어판 | 2014년 3월 25일  | ISBN 978-4-09-141708-4 |
| 포켓몬스터 스페셜 50 | 한국어판 | 2015년 6월 30일  | ISBN 979-11-5754-767-8 |
| 포켓몬스터 스페셜 51 | 일본어판 | 2014년 7월 25일  | ISBN 978-4-09-141809-8 |
| 포켓몬스터 스페셜 51 | 한국어판 | 미발매           |                        |
| 포켓몬스터 스페셜 52 | 일본어판 | 2014년 12월 26일 | ISBN 978-4-09-141894-4 |
| 포켓몬스터 스페셜 52 | 한국어판 | 미발매           |                        |
| 포켓몬스터 스페셜 53 | 일본어판 | 2017년 8월 8일   | ISBN 978-4-09-142412-9 |
| 포켓몬스터 스페셜 53 | 한국어판 | 미발매           |                        |